# نعیمه ظفر
نعیمه سادات موسوی ظفر معروف به نعیمه ظفر (زادهٔ ۱۸ اردیبهشت ۱۳۶۲ در بروجرد)  مربی بسکتبال، مدرس دانشگاه، بازیکن سابق بسکتبال، گزارشگر ورزشی ,   مربی و داور رسمی فدراسیون جهانی بسکتبال   , مربی تیم ملی بسکتبال زنان عمان, سابقه مربی گری در ترکیه ودر حال حاضر مربی تیم ملی بسکتبال زنان قطر است. او به عنوان «اولین زن گزارشگر مسابقات بسکتبال ایران» شناخته می‌شود. او همچنین نائب‌رئیس فدراسیون اسکیت است که سال ۱۳۹۶ به عنوان «جوان‌ترین نایب‌رییس فدراسیون‌های ورزشی کشور» انتخاب شد. ظفر از اولین کتاب خود با نام «یک، دو، سه بسکتبال» در سال ۱۳۹۶ رونمایی کرد.
درتاریخ 11 اردیبهشت ماه 1397 اعلام شد که نعیمه ظفر به عنوان مربی تیم ملی بسکتبال بانوان قطر انتخاب شده.

## حرفه
نعیمه ظفر ورزش بسکتبال را در ۹ سالگی آغاز کرد. او در سال ۱۳۹۶ کاندیدای ریاست فدراسیون بسکتبال ایران شد و پس از مدتی به علت اعتراض به وضعیت فعلی این فدراسیون از نامزدی خود در این انتخابات انصراف داد. وی به مدت یک سال رییس کمیته آموزش فدراسیون بسکتبال ایران را به عهده گرفت .ظفر در این باره گفت:
«من می‌خواستم نماینده زنان ایران در انتخابات فدراسیون باشم که یادشان نرود ما هم هستیم و فراموش نکنند خانم‌ها در این رأی‌گیری هم نقش مؤثری دارند. فدراسیون بسکتبال متأسفانه ساختار ازهم‌گسیخته‌ای دارد و ریاست فدراسیون در این اوضاع از عهده من خارج بود. دلیل اصلی حضور من در انتخابات همان نمایندگی بانوان بود.»